# 遠藤晃 (行政学者)
遠藤 晃（えんどう あきら、1931年1月29日 - 2003年6月18日）は、昭和から平成時代の行政学者。立命館大学名誉教授。専門は地方行政学。

## 経歴
京都市生まれ。1948年京都府立第三中学校（現京都府立福知山高等学校）卒業。1948～1970年京都市役所に勤務。この間、1949年京都府立山城高等学校定時制卒業。1953年立命館大学二部経済学部卒業。1954～1967年京都市職員労働組合専従。1970年立命館大学産業社会学部助教授。1976年同産業社会学部教授。1996年退職、名誉教授。2003年6月18日、肺炎のため京都市東山区の病院で死去。72歳。
自治体問題の研究者。1963年の設立以来、自治体問題研究所の研究活動に参加。同研究所の常任理事を務めた。

## 著書
- 『講座現代日本の都市問題 8 都市問題と住民運動』（宮本憲一共編、汐文社、1971年）
- 『都市はどうなる』（新日本出版社［新日本新書］、1973年）
- 『都市再開発と住民』（佐藤哲郎共著、自治体研究社、1973年）
- 『地域自治の政治経済論――新しい時代の政策論を考える』（坂野光俊、深井純一共編、自治体研究社、1977年）
- 『民主的行政改革――その理論と政策 「都市経営論」批判から政策提示の運動へ』（成瀬龍夫、横田茂共著、自治体研究社、1980年）
- 『自治体労働者像の追究――自治体運動の新しい飛躍にむけて』（自治体研究社［シリーズ・自治体労働者］、1983年）
- 『財政分析に強くなる――市町村財政の見方』（自治体研究社、1990年）
- 『家族政策と地域政策』（飯田哲也共編著、多賀出版、1990年）
- 『人間復権の地域社会論』（兼田繁、高原一隆、竹浜朝美共編、自治体研究社、1995年）
- 『「脳幹出血」闘病記――意識不明「重体」入院から大学教壇復帰まで』（自治体研究社、1996年）